# Дурневы
Дурневы — древний русский дворянский род.

## История рода
Фатьян Григорьевич упомянут (1500). Степан и Юрий Ивановичи владели поместьями в Рязанском уезде (1567). В 1590-х годах владели поместьями в Орловском уезде Свирид, Озар, Иван и Юрий Григорьевичи, разделившие между собой поместье отца и брата Василия, вдова Севастьяна — Авдотья с сыновьями Панкратом, Фёдором и Алексеем и Семён Якимович.
Сергею Михайловичу дана жалованная грамота на вотчину в Елецком уезде (1620), впоследствии перешедшая внуку Тихону Ивановичу (1691). Вёрстаны новичными окладами: Потап Мартынович по Курску, а Григорий Дементьевич по Черни (1628). Михаил Дурнев служил в детях боярских по Яблонову (1651). Ларион Дурнев служил в детях боярских по Короче в полку князя Ромодановского (1659).